# يوم النصر (بنغلاديش)
يوم النصر في بنغلاديش (بالبنغالية: বিজয় দিবস) هو يوم عطلة رسمية في بنغلاديش يحتفل به في 16 ديسمبر من كل عام، وذلك للاحتفال بانتصار القوات المتحالفة على القوات الباكستانية في حرب تحرير بنغلاديش. في عام 1971 استسلم قائد القيادة العامة للقوات الباكستانية أمير عبد الله خان نيازي مع قواته إلى القوات المشتركة لبنجلاديش والهند، حيث شهدت هذه الحادثة نهاية كل من: حرب تحرير بنغلاديش التي استمرت لمدة 9 أشهر، والإبادة الجماعية في بنغلاديش 1971 والتحول الرسمي لباكستان الشرقية إلى بنغلاديش. تحتفل الهند بالنصر على باكستان في نفس اليوم من عام 1971 وتسمي هذا اليوم فيجاي ديواس.

## التاريخ
في عام 1971 خاضت بنجلاديش حرب التحرير البنغلاديشية ضد باكستان لتصبح دولة مستقلة، والتي أسفرت عن انفصال باكستان الشرقية عن جمهورية باكستان الإسلامية، وأنشأت دولة ذات سيادة اسمها بنجلاديش. الحرب دارت بين باكستان الشرقية والهند ضد باكستان الغربية (باكستان الآن)، واستمرت لمدة تسعة أشهر. كانت الحرب واحدة من أكثر الحروب عنفًا في القرن العشرين، وشهدت فظائع ورقعة قتال واسعة النطاق، ونزوح حوالي 10 ملايين لاجئ، ومقتل 3 ملايين شخص.
وفي 16 ديسمبر 1971، وقع الفريق أول أمير عبد الله خان نيازي من القوات المسلحة الباكستانية الموجودة في شرق باكستان، وثيقة الاستسلام. كان هذه الوثيقة اتفاقًا كتابيًا مكون من استسلام القيادة الشرقية الباكستانية في حرب تحرير بنغلاديش، وانتهاء الحرب الباكستانية الهندية 1971 في المسرح الشرقي لباكستان.
تم الاستسلام في مضمار السباق رامنا في دكا في 16 ديسمبر 1971. وقع الجنرال أمير عبد الله خان نيازي والملازم جاجيت سينغ أورورا القائد المشترك للقوات الهندية وبنجلاديش الوثيقة وسط الآلاف من الجماهير المحتشدة في ميدان السباق. وقع كل من العميد الجوي أ. ك. خاندكر نائب القائد العام للقوات المسلحة البنغلاديشية، والملازم ج. ي. ج. جاكوب من قيادة الهند الشرقية كشهود على استسلام باكستان. حضر التوقيع نائب الأدميرال محمد شريف قائد القيادة الشرقية البحرية الباكستانية ونائب المارشال باتريك د. كالاغان من قيادة سلاح الجو الشرقي التابعة للقوات الجوية الباكستانية، الذان وقعوا على الاتفاق. نيابة عن بنغلاديش عمل العميد الجوي أ. ك. خاندكر كشاهد على الاستسلام. الفريق الجنرال جاكوب رافائيل جاكوب رئيس أركان القيادة الهندية الشرقية مع القادة الآخرين للقوات البحرية والجوية الهندية كانوا بمثابة شهود نيابة عن الهند. قبل أورورا الاستسلام دون الإدلاء بكلمة واحدة، في حين بدأ الحشد في مضمار السباق بالصراخ ضد شعارات نيازي ومناهضة باكستان.
في عام 1996 أصدر بنك بنغلاديش مذكرة بقيمة 10 تاكا مع طباعة فوقية بمناسبة الاحتفال باليوبيل الفضي ليوم النصر، وكانت الذكرى السنوية الخامسة والعشرون.

## الاعتراف بنغلاديش
شهد استسلام القوات المسلحة الباكستانية نهاية حرب تحرير بنغلاديش ونشأت بنغلا ديش (لاحقا تحولت إلى كلمة واحدة). سارعت معظم الدول الأعضاء في الأمم المتحدة إلى الاعتراف ببنغلاديش في غضون أشهر من استقلالها.

## الاحتفال
الاحتفال بيوم النصر حدث لأول مرة عام 1972. وأصبحت حرب تحرير بنغلاديش موضوعًا ذا أهمية كبيرة في السينما والأدب ودروس التاريخ في المدارس ووسائل الإعلام والفنون البنغلاديشة. اكتسبت طقوس الاحتفال تدريجيًا طابعًا مميزًا مع عدد من العناصر المماثلة: العرض العسكري للقوات المسلحة البنجلاديشية في أرض العرض الوطني، والاجتماعات الاحتفالية، والخطب، والمحاضرات، وحفلات الاستقبال، والألعاب النارية. يوم النصر في بنغلاديش هو احتفال مبهج للشعب البنغلاديشي تلعب فيه الثقافة الشعبية دورًا كبيرًا. تبث محطات التلفزيون والإذاعة برامج خاصة وأغنيات وطنية. الشوارع الرئيسية مزينة بالأعلام الوطنية. تقوم الأحزاب السياسية المختلفة والمنظمات الاجتماعية والاقتصادية برامج للاحتفال باليوم بطريقة جميلة ومفرحة، بما في ذلك الاجتماع في نصب الشهداء الوطني في سافار في منطقة دكا.

## أحداث ذكرى يوم النصر
- 1971: أصبح بنك باكستان الرسمي بنك بنغلاديش.[14]
- 1972: تم سن دستور جمهورية بنجلاديش الشعبية في 16 ديسمبر.[15]
- 1973: تم إعلان جوائز حرب جالنتري في جريدة بنجلاديش في 15 ديسمبر.
- 1996: الاحتفال باليوبيل الفضي.
- 2013: تم تسجيل الرقم القياسي العالمي لأكبر علم شكله البشر عندما تجمع 27.117 متطوعًا وهم يحملون كتلًا حمراء وخضراء لتشكيل العلم الوطني لبنغلاديش.[16][17]